# 1692년
1692년은 화요일로 시작하는 윤년이다.

## 연호
- 청(淸) 강희(康熙) 31년
- 일본(日本) 겐로쿠(元禄) 5년
- 후 레 왕조(後黎朝) 찐호아(正和) 13년

## 기년
- 류큐(琉球) 쇼테이왕(尚貞王) 24년
- 청(淸) 성조 강희제(聖祖 康熙帝) 31년
- 조선(朝鮮) 숙종(肅宗) 18년
- 후 레 왕조(後黎朝) 희종(熙宗) 17년

## 사건
- 2월 12일 - 네덜란드 동인도회사 선원 헨드릭 하멜 사망
- 3월 1일 세일럼 마녀재판

## 탄생
- 4월 5일 - 프랑스의 배우 아드리엔 르쿠브뢰르. (~1730년)
- 4월 8일 - 이탈리아의 작곡가 주세페 타르티니. (~1770년)

## 사망
- 6월 14일 - 조선의 문신, 소설가 서포 김만중. (1637년~)